# Караван-сарай Мултани

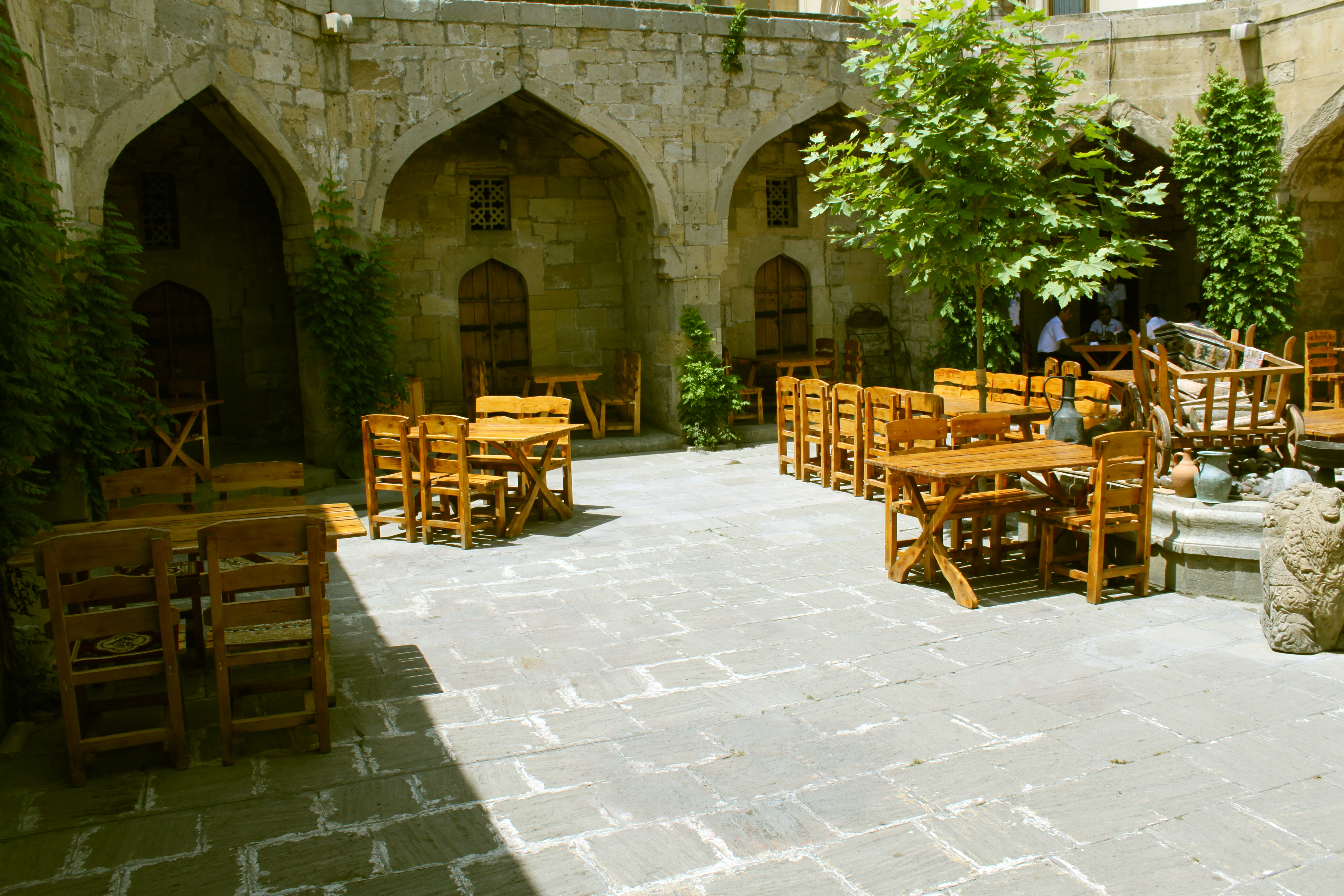
Караван-Сарай Мултани

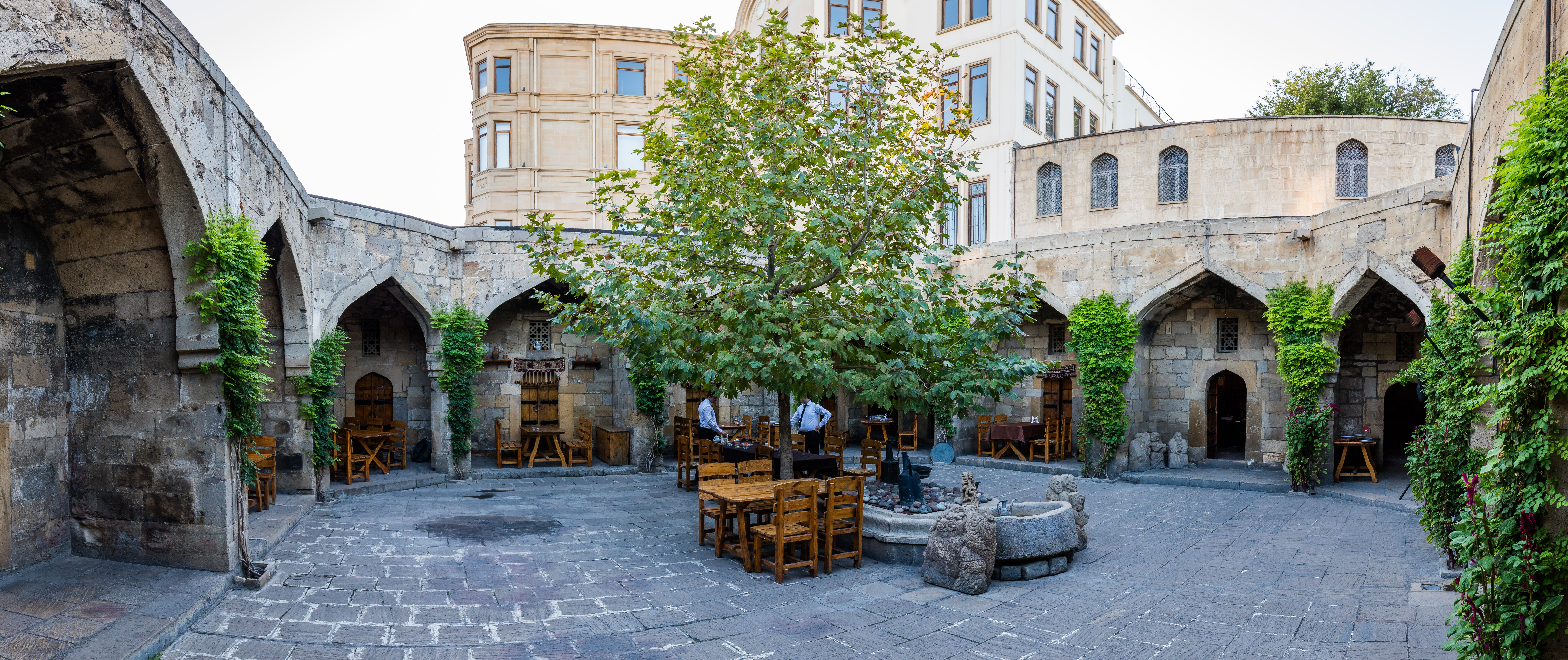
Ресторан в караван-сарае

Караван-сарай Мултани был создан в XIV веке. Находится напротив Бухарского Караван-сарая.
Караван-сарай Мултани был построен для индийских купцов — огнепоклонников, приезжавших из города Мултан в Индии (современная территория Пакистана). Предполагается, что эти люди построили храм огнепоклонников «Атешгях».

## Здание
Караван-сарай имеет квадратную форму, а конструкции здания выполнена в старинном стиле и представляет собой одноэтажное здание с шестью сводчатыми помещениями и подвалами под ними. Нижний этаж караван-сарая расположен под землей, он состоит из трёх больших залов, в нижний этаж имеются 3 входа. Нижний этаж был предназначен для продажи животных. Один из входов нижнего этажа выходит в Девичью башню. Дверь в Караван-сарае, по имени Sim Sim, также необычна, потому что напоминает знаменитую дверь «Сим-Сим» в сказке «Алибаба и сорок разбойников». На стенах висят старинные азербайджанские ковры, украшения, а также картины, изображающие Баку. Главная цель — создать идею о древней и богатой истории Азербайджана. В настоящее время караван-сарай объявлен Министерством культуры и туризма общенациональным архитектурным памятником.